# Jean-Arthur Chollet
Jean-Arthur Chollet (8 avril 1862, Avocourt - 2 décembre 1952), est un prélat français, évêque de Verdun, puis archevêque de Cambrai.

## Biographie
Docteur en théologie de l'Université catholique de Lille, il est ordonné prêtre le 18 septembre 1886 et devient chargé de cours et professeur de théologie aux facultés catholiques de Lille.
Il est évêque de Verdun de 1910 à 1913, puis archevêque de Cambrai de 1913 à 1952.
Il fut secrétaire de la Commission permanente de l'Assemblée des cardinaux et archevêques de France jusqu'à sa mort et président du Sanatorium des prêtres.

## Succession apostolique
LJean-Arthur Chollet a ordonné les évêques suivants :
- Archevêque Héctor Raphaël Quilliet (1914)
- Évêque Palmyre-Georges Jansoone (1927)

## Distinctions
- Officier de la Légion d'honneur (8 aout 1939)[3]

## Publications
- Ad Vos, o sacerdotes..

- Pages Choisies - Jubilé sacerdotal et épiscopal, Juin 1936, Imp. Mallez à Cambrai.

## Armes
Parti : au 1 coupé de gueules à la tour d'or ouverte et ajourée de sable; au chef cousu d'azur, chargé de trois fleurs de lys d'or, et d'azur à la croix de Lorraine d'argent chargée d'un M antique et couronné d'or; au 2 d'hermines au livre ouvert d'argent, à la tranche de gueules, chargé des mots Lux mundi, lux vera de sable.